# Augustana Victory
El SS Augustana Victory fue construido y operado como un buque de carga de la clase Victory que operó como carguero en la Segunda Guerra Mundial y la Guerra de Vietnam.

## Hundimiento
En 1956 fue vendido a la American Union Transport Inc. de Nueva York y rebautizado como SS Transcaribbean. El 1 de mayo de 1963, el SS Transcaribbean se dirigía de Nueva York a las islas Bermudas con carga general. El SS Transcaribbean naufragó y quedó atrapado en las rocas en el pequeño Las Cabritas, tierra adentro, cerca de la Isla de Cabras, frente a San Juan, Puerto Rico. Al no poder reflotar el barco, fue abandonado y permaneció en el lugar, justo debajo de la línea de flotación en 18°28′23″N 66°07′58″O / 18.4729722, -66.1329138.